# Antoinette-Joséphine-Françoise-Anne Drohojowska
Antoinette Joséphine Françoise Anne Drohojowska (née Symon de Latreiche le 21 août 1822 à Saint-Chély-d'Apcher et morte le 30 octobre 1890 à Sèvres) est une femme de lettres française, auteure de récits de voyage, d'ouvrages moraux, de livres d'histoire et de romans.

## Biographie
Antoinette est la fille de François Symon de Latreiche (1788-1844) et de Françoise André (1801-1856).
Elle épouse à Paris le jour de ses 25 ans, le 21 août 1847, le comte Marcellin Antoine Félix Drohojowski. Elle meurt à son domicile de Sèvres en octobre 1890.
Elle est l'auteure de nombreux livres d'enseignement et de morale religieuse à destination des jeunes filles, d'ouvrages historiques, de biographies et de romans. Elle écrit sous son nom de femme mariée et utilise divers pseudonymes : C. d’Aulnoy, C. Daulnoy, C. A-S de Doncourt.

## Œuvres
- Récits de voyage
  - L’Égypte et le canal de Suez, Laporte, Paris, 1870.
  - Voyage de François Le Vaillant aux pays des Grands et des petits namaquois : l'Afrique australe à notre époque,  Lefort, Lille, 1885.

- Histoire
  - Histoire des colonies françaises. Antilles, Ile Bourbon, Guiane Française, Paris, Périsse Frères, 1853 Lire en ligne.
  - Histoire des colonies françaises : Êtablissements français dans l'Inde, Madagascar, Saint-Pierre et Miquelon, le Sénégal, Lyon, Périsse Frères, 1853 Lire en ligne.

- Ouvrages pédagogiques
  - De la politesse et du bon ton: ou, Devoirs d'une femme chrétienne dans le monde, Paris, Victor Sarlit, 1861 lire en ligne.
  - Du bon langage, et des termes et locutions vicieuses a éviter, Paris, Victor Sarlit, 1861, 284 p. ; réédité en 1864 et 1869 Lire en ligne.

- Biographies
  - Les femmes illustres de l’Europe, Paris, Lehuby, 1852.
  - Les Femmes illustres de la France, Paris, Lehuby-Ducrocq, 1860.
  - La Bienheureuse Françoise d'Amboise, duchesse de Bretagne, Paris, H. Vrayet de Surcy, 1864.
  - Madame Louise de France, fille de Louis XV, religieuse carmélite au monastère de Saint-Denis sous le nom de Mère Thérèse de Saint-Augustin, Paris, Lefort, 1868.